# Les Gore
Leslie F. Gore (sinh năm 1915) là một cầu thủ bóng đá người Anh thi đấu ở vị trí outside right.

## Sự nghiệp
Sinh ra ở Fulham, Gore thi đấu cho Carlisle United, Bradford City và Clapton Orient.
Đối với Bradford City ông có 33 lần ra sân ở Football League.